# Iván Martín Núñez
Iván Martín Núñez (Bilbao, Vizcaya, 14 de febrero de 1999), conocido como Iván Martín o anteriormente como Pacheco, es un futbolista español que juega como centrocampista en el Girona F. C. de Primera División.

## Trayectoria

### Inicios y llegada a Villarreal
De padre madrileño y madre burgalesa, Iván nació en Bilbao ya que su padre, guardia civil, estaba destinado en la localidad vizcaína. Sin embargo, desde muy joven vivió en el municipio murciano de Torre-Pacheco. En dicha localidad comenzó su formación como futbolista a los seis años. En febrero de 2012, con apenas trece años, dio el salto a la cantera del Villarreal C. F. en categoría infantil.
En la campaña 2016-17, bajo las órdenes de Javi Calleja, jugó en el Juvenil A amarillo que se proclamó campeón del Grupo VII por tercer año seguido. De cara a la temporada 2017-18 pasó a formar de la plantilla del Villarreal C. F. "C" en Tercera División. Tras jugar más de treinta partidos, promocionó al Villarreal C. F. "B" para la campaña 2018-19 en Segunda División B. En el equipo filial dirigido por Miguel Álvarez, se convirtió en una pieza clave para el técnico y llegó a disputar los play-offs de ascenso a Segunda División.Además, el 17 de enero de 2019 debutó con el Villarreal C. F., en un encuentro de Copa del Rey, frente al R. C. D. Espanyol (3-1) sustituyendo a Alfonso Pedraza. En la campaña 2019-20 continuó siendo indiscutible en el filial amarillo, donde decidió ponerse el nombre de Pacheco en la camiseta. Fue el jugador con más minutos jugados de la plantilla.

### Cesiones a C. D. Mirandés y Deportivo Alavés
El 14 de agosto de 2020 fue cedido al C. D. Mirandés de la Segunda División por una temporada. El 19 de septiembre logró su primer gol con el equipo rojillo en un empate ante el Real Oviedo (1-1). También logró otros dos goles importantes que supusieron sendos triunfos a domicilio ante C. D. Castellón (0-1) y Sporting de Gijón (1-2).
El 10 de julio de 2021 fue cedido por una campaña al Deportivo Alavés de Primera División. El 14 de agosto de 2021 debutó en Primera División en una derrota frente al Real Madrid (1-4). Debido a la falta de minutos tanto con Javi Calleja como con José Luis Mendilibar, su cesión fue cancelada a finales de enero.

### Girona F. C.
El 27 de enero de 2022 se hizo oficial su llegada al Girona F. C. de Segunda División. El 19 de junio, durante el transcurso de la final del play-off frente al C. D. Tenerife, sufrió una fractura de peroné que le tuvo varios meses de baja. Tras lograr el ascenso a Primera División, la cesión se extendió una temporada más. El 4 de noviembre de 2022, en su primer partido tras superar la lesión, marcó en la victoria ante el Athletic Club (2-1). Cuatro días después anotó en el triunfo frente al Elche C. F. (1-2). Tras su buena temporada, el equipo catalán decidió hacerse en propiedad con el futbolista y pagó dos millones de euros al club castellonense.
El 3 de enero de 2024 marcó el tanto del triunfo en el descuento frente al Atlético de Madrid (4-3), que permitió al club catalán acabar con 48 puntos la primera vuelta.

## Selección nacional
Fue internacional en categorías inferiores de la selección española (sub-16, sub-17, sub-18 y sub-19). En mayo de 2016 fue convocado para jugar el Europeo sub-17, donde la selección española sub-17 cayó en la final ante Portugal en la tanda de penaltis.A principios de 2018 fue internacional en categoría sub-19, logrando un tanto frente a Japón que sirvió para ganar la Copa del Atlántico, bajo el mando de Luis de la Fuente.

## Estadísticas
Actualizado al último partido disputado el 25 de mayo de 2025.
| Club                                                                                        | Div.          | Temporada     | Liga  | Liga  | Copas nacionales(1) | Copas nacionales(1) | Copas internacionales(2) | Copas internacionales(2) | Total | Total |
| Club                                                                                        | Div.          | Temporada     | Part. | Goles | Part.               | Goles               | Part.                    | Goles                    | Part. | Goles |
| ------------------------------------------------------------------------------------------- | ------------- | ------------- | ----- | ----- | ------------------- | ------------------- | ------------------------ | ------------------------ | ----- | ----- |
| Villarreal C. F. "C" · España                                                               | 3.ª           | 2017-18       | 33    | 3     | —                   | —                   | —                        | —                        | 33    | 3     |
| Villarreal C. F. "C" · España                                                               | Total club    | Total club    | 33    | 3     | 0                   | 0                   | 0                        | 0                        | 33    | 3     |
| Villarreal C. F. · España                                                                   | 1.ª           | 2018-19       | 0     | 0     | 1                   | 0                   | 0                        | 0                        | 1     | 0     |
| Villarreal C. F. · España                                                                   | Total club    | Total club    | 0     | 0     | 1                   | 0                   | 0                        | 0                        | 1     | 0     |
| Villarreal C. F. "B" · España                                                               | 2.ª B         | 2018-19       | 35    | 0     | —                   | —                   | —                        | —                        | 35    | 0     |
| Villarreal C. F. "B" · España                                                               | 2.ª B         | 2019-20       | 27    | 0     | —                   | —                   | —                        | —                        | 27    | 0     |
| Villarreal C. F. "B" · España                                                               | Total club    | Total club    | 62    | 0     | 0                   | 0                   | 0                        | 0                        | 62    | 0     |
| C. D. Mirandés · España                                                                     | 2.ª           | 2020-21       | 33    | 4     | 0                   | 0                   | —                        | —                        | 33    | 4     |
| C. D. Mirandés · España                                                                     | Total club    | Total club    | 33    | 4     | 0                   | 0                   | 0                        | 0                        | 33    | 4     |
| Deportivo Alavés · España                                                                   | 1.ª           | 2021-22       | 6     | 0     | 2                   | 0                   | —                        | —                        | 8     | 0     |
| Deportivo Alavés · España                                                                   | Total club    | Total club    | 6     | 0     | 2                   | 0                   | 0                        | 0                        | 8     | 0     |
| Girona F. C. · España                                                                       | 2.ª           | 2021-22       | 19    | 0     | —                   | —                   | —                        | —                        | 19    | 0     |
| Girona F. C. · España                                                                       | 1.ª           | 2022-23       | 24    | 3     | 2                   | 0                   | —                        | —                        | 26    | 3     |
| Girona F. C. · España                                                                       | 1.ª           | 2023-24       | 36    | 5     | 4                   | 0                   | —                        | —                        | 40    | 5     |
| Girona F. C. · España                                                                       | 1.ª           | 2024-25       | 32    | 1     | 1                   | 0                   | 7                        | 0                        | 40    | 1     |
| Girona F. C. · España                                                                       | Total club    | Total club    | 111   | 9     | 7                   | 0                   | 7                        | 0                        | 125   | 9     |
| Total carrera                                                                               | Total carrera | Total carrera | 245   | 16    | 10                  | 0                   | 7                        | 0                        | 262   | 16    |
| (1) Incluye datos de la Copa del Rey. (2) Incluye datos de la Liga de Campeones de la UEFA. |               |               |       |       |                     |                     |                          |                          |       |       |